# Manifestations de l'université Columbia en 1968
En 1968, une série de manifestations à l'université Columbia à New York a lieu. Les manifestations de Columbia éclatent au printemps quand les étudiants découvrent des liens entre l'université et l'implication des États-Unis dans la Guerre du Viêt Nam, ainsi que la construction d'un gymnase considéré comme ségrégué dans le parc de Morningside. Les manifestations entraînent l'occupation étudiante de nombreux bâtiments universitaires et l'éventuelle expulsion violente de manifestants par le département de police de la ville de New York.

## Contexte

### Découverte de documents de l'IDA
Début mars 1967, un militant de Students for a Democratic Society, Bob Feldman, découvre des documents dans la bibliothèque de droit international détaillant l'affiliation institutionnelle de Columbia avec l'Institute for Defence Analyses (IDA), un groupe de réflexion sur la recherche sur les armes affilié au département de la Défense. Ce partenariat n'a pas été, jusque-là, annoncé publiquement par l'Université[réf. nécessaire].
Jusqu'en mars 1967, RAND Corporation attire beaucoup plus l'attention que l'IDA. Certaines publications de gauche commencent à citer Feldman et la révélation du lien entre Columbia et l'IDA. Le FBI commence alors à enquêter sur lui[réf. nécessaire].

### Gymnase du parc Morningside
Le projet de Columbia de construire un gymnase dans le parc municipal de Morningside alimente la colère de la communauté voisine de Harlem. L'opposition débute en 1965 lors de la campagne à la mairie de John Lindsay, qui s'oppose au projet. En 1967, l'opposition communautaire est devenue plus militante. Le problème principal est la conception proposée du gymnase. En raison de la topographie de la région, le campus de Columbia à Morningside Heights à l'ouest est placé une trentaine de mètres au-dessus du quartier adjacent de Harlem à l'est. Les architectes proposent un bâtiment avec un niveau supérieur, servant de salle de sport à l'université Columbia, et un niveau inférieur à utiliser comme centre social. En 1968, des étudiants et riverains considèrent les entrées est et ouest séparées prévues comme une tentative de contourner la loi sur les droits civils de 1964, qui interdit la ségrégation raciale dans les infrastructures.
Depuis 1958, l'Université a déjà expulsé plus de sept mille résidents de Harlem des propriétés contrôlées par Columbia, dont 85 % sont afro-américains ou portoricains. De nombreux habitants de Harlem paient un loyer à l'université.

## Blocage et manifestations

### Occupation des bâtiments
Environ 1100 étudiants de Columbia et de Barnard College occupent cinq bâtiments du campus et détruisent la barrière autour du chantier le 23 avril 1968.
Le lendemain du 24 avril, des étudiants noirs demandent aux Students for a Democratic Society de quitter Hamilton Hall, un des bâtiments occupés, affirmant avoir subi autant de racisme, voire plus, au sein des manifestations que lors des événements qui les ont causées. Ils leur ordonnent de trouver d'autres bâtiments à occuper, et que celui-ci sera le leur.

### Expulsion
Tôt le matin du 30 avril 1968, les étudiants sont délogés violemment par la police. Pendant cette descente de police, 712 personnes sont arrêtées. Après une grève de grande envergure, toutes les personnes arrêtées sont amnistiées.

## Conséquences
La construction du gymnase est annulée et le partenariat entre l'université et l'IDA est arrêté. Le président de Columbia, Grayson L. Kirk, et son directeur David B. Truman démissionnent tous les deux avant que leur mandat arrive à terme.